# Alekhin (Mondkrater)
Alekhin ist ein Einschlagkrater im Süden der Mondrückseite.
Der Krater liegt zwischen den größeren Kratern Zeeman im Süden und  Fizeau im Norden.
Der Kraterrand ist stark erodiert, im Nordwesten ist er von dem Krater Dawson und dessen Nebenkrater D überlagert. Auch der Südrand ist durch mehrere kleinere Einschläge überformt.

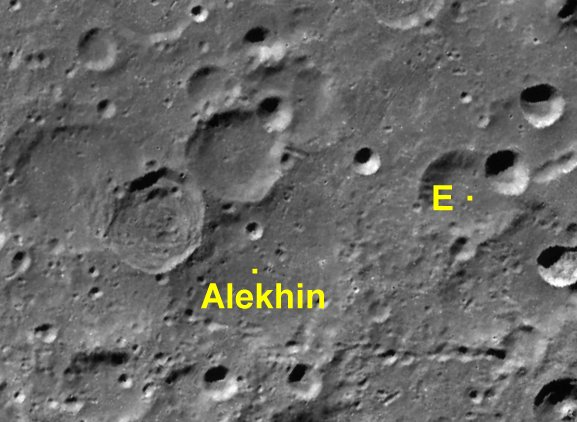
Alekhin und sein Nebenkrater

Alekhin hat einen mit E bezeichneten Nebenkrater.
| Buchstabe | Position            | Durchmesser | Link |
| --------- | ------------------- | ----------- | ---- |
| E         | 66,96° S, 124,58° W | 40 km       |      |

Der Krater wurde 1970 von der IAU offiziell nach dem russischen Raketeningenieur Nikolai Pawlowitsch Aljochin benannt.